# Heterogomphus porioni
Heterogomphus porioni är en skalbaggsart som beskrevs av Roger Paul Dechambre 1998. Heterogomphus porioni ingår i släktet Heterogomphus och familjen Dynastidae. Inga underarter finns listade i Catalogue of Life.